# Pancotto
Il pancotto è una zuppa preparata con pezzi di pane raffermo bolliti in brodo o acqua e conditi con burro, sale, olio e formaggio grattugiato, con l'aggiunta, talvolta, di salsa di pomodoro.

## Descrizione
È un piatto povero che ha come scopo rilevante il recupero del pane avanzato, presente in tutte le regioni d'Italia con infinite varianti. Le varianti dipendono anche dalla stagione per la diversa disponibilità di certi ingredienti.
Catalogato come zuppa tradizionale italiana, può essere servito come piatto caldo o freddo a seconda della stagione. Potrebbe essere stato tramandato sin dal Medioevo.
In passato, era consumato dalle partorienti per favorire l'allattamento, era utilizzato per lo svezzamento dei bambini e veniva servito anche alle persone anziane e ai convalescenti.

## Varianti regionali
- Il pancotto lombardo prevede che il pane sia messo a bagno nel brodo e una volta intriso venga cotto con grassi e verdure aromatiche fino a ebollizione.
- Il pancotto romagnolo è fatto con pane secco cotto in acqua, aggiungendo poi olio d'oliva e formaggio di fossa o parmigiano.[6]
- Il pancotto toscano prevede un soffritto di odori e verdure di base, come ad esempio pomodori, successivamente bagnato con liquido, acqua o brodo, e cotto per 10 minuti, cui viene aggiunto il pane.[7] Il pancotto alla viareggina prevede l'aggiunta di totani.
- Il pancotto laziale e calabrese prevede che tutti gli ingredienti, verdure di base (pomodori) e odori (basilico, aglio, pecorino, aromi), pane, brodo o acqua siano cotti insieme sin dall'inizio per circa una trentina di minuti;[8] il pancotto calabrese prevede inoltre l'aggiunta di peperoncini piccanti.[9]
- Il pancotto lucano prevede l'aggiunta di cime di rapa e peperoni cruschi ma vi sono anche versioni con uovo, carne suina e formaggio.[10]
- Il pancotto pugliese vuole che le verdure di base (pomodori, patate, zucchine, cime di rapa) vengano cotte nel liquido al quale poi si aggiunge il pane, mentre gli odori vengono soffritti a parte e uniti al resto solo al momento di servire.[11]